# Albert Doppelhofer
Albert Doppelhofer (* 23. Juni 1976 in Vorau) ist ein ehemaliger österreichischer Skirennläufer, Sportwissenschaftler, Sport-Diplomtrainer, diplomierter staatlicher österreichischer Skilehrer, Sport-Lehrer und heutiger Ski-Trainer der deutschen Herren-Ski-Nationalmannschaft. Doppelhofer ist seit 1999 beim Deutschen Skiverband tätig. Als leitender Disziplintrainer der Weltcup-Mannschaft Herren Technik – im Bereich Slalom und Riesenslalom – trug er maßgeblich zu den Ski-Erfolgen der Deutschen Herren in den letzten Jahren bei.
Im Mai 2018 übernahm Doppelhofer die Leitung des neu geschaffenen Ski-Technik-Perspektivkaders in Deutschland.

## Biografie
Albert Doppelhofer besuchte die Skihauptschule in Schladming. Aufgrund von Knieproblemen beendete er frühzeitig seine Laufbahn als Skiprofi und stieg nach seiner Schulzeit als Konditionstrainer bei der holländischen Ski-Nationalmannschaft ein. Anschließend wechselte er in gleicher Funktion zum Österreichischen Skiverband.
Seit 1999 ist Doppelhofer als Slalom-Technik-Trainer beim Deutschen Skiverband tätig. Doppelhofer, der neun Jahre lang, als leitender Disziplintrainer der Weltcup-Mannschaft in der Verantwortung stand, übernahm im Mai 2018 die Leitung des deutschen Herren-Perspektikaders Ski alpin im Bereich Slalom und Riesenslalom.

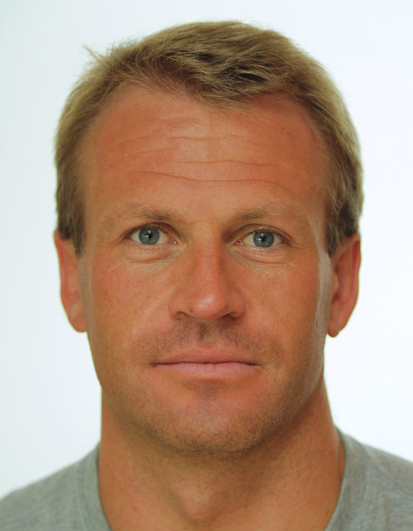
Albert Doppelhofer

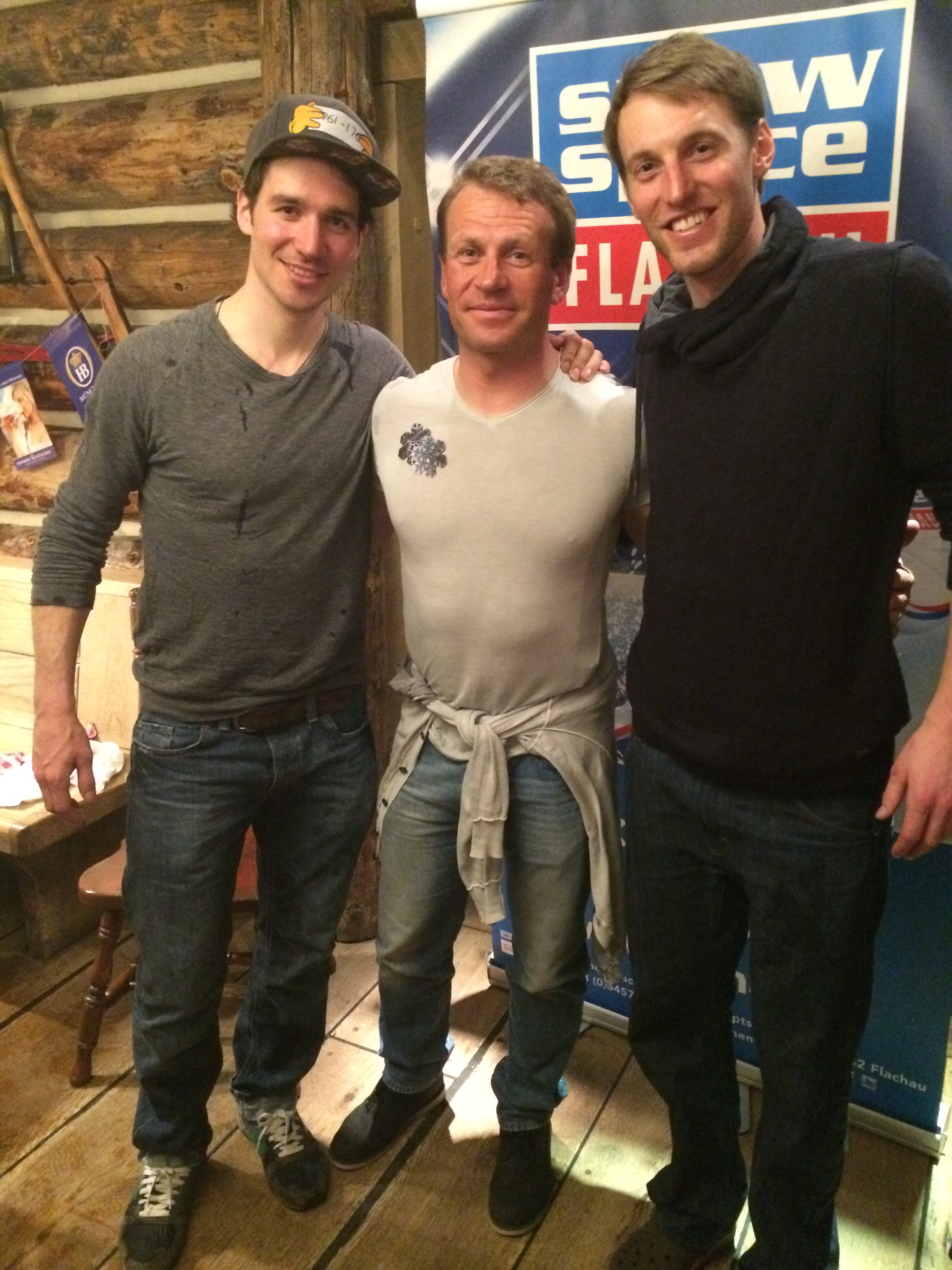
Die deutschen Ski-Athleten Felix Neureuther und Fritz Dopfer mit ihrem Trainer Albert Doppelhofer bei der Siegesfeier der Ski-WM 2015 im Deutschen Haus in Vail, USA

Doppelhofer studierte Sportwissenschaft an der Universität Wien im Zentrum für Sportwissenschaft und Universitätssport, an der Universität Innsbruck, wie auch an Sporthochschule Köln und der Universität Leipzig.